# 拉里·琼斯 (篮球运动员)
拉里·琼斯（英語：Larry Jones，1942年9月22日—），美国NBA联盟前职业篮球运动员。他在1964年的NBA选秀中第3轮第20顺位被费城76人选中。